# 有松町
有松町（ありまつちょう）は、愛知県知多郡にあった町。
現在の名古屋市緑区の一部（有松町大字有松・有松町大字桶狭間・桶狭間切戸・桶狭間清水山・桶狭間神明・桶狭間森前・清水山・南陵・文久山・有松・桶狭間・桶狭間上の山・桶狭間南など）である。
東海道沿いの古い町並みが残る「有松」と、戦国時代に桶狭間の戦いが行われた地である「桶狭間」が有松町の地域に該当する。

## 概要

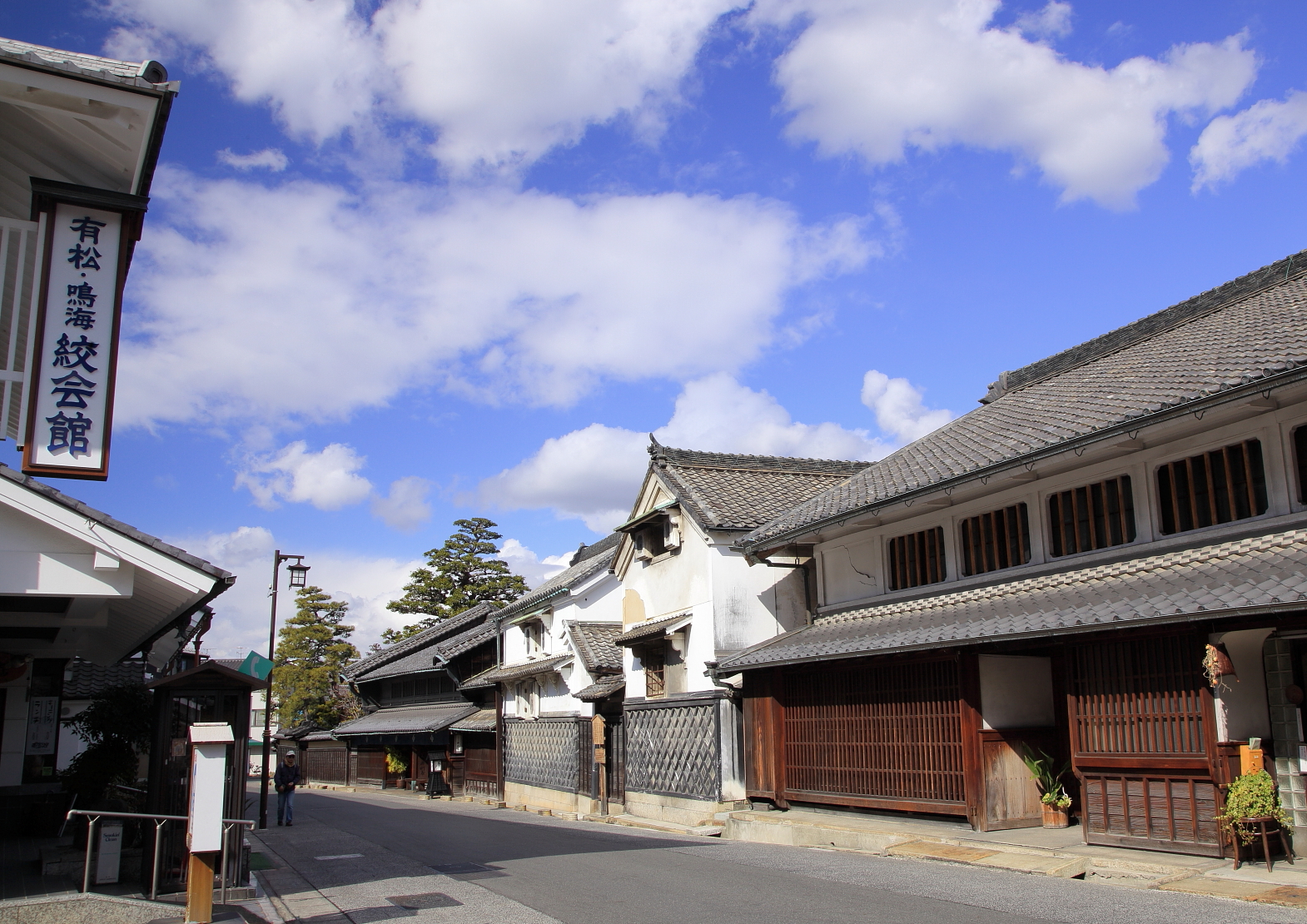
有松町

- 桶狭間村[注 1]は南北朝時代の1340年（興国元年・暦応3年）、南朝の落武者によって開拓されたという。
- 桶狭間村と鳴海村の間は人家のない地域であったが、東海道を整備していた尾張藩が東海道沿いのこの地域に新たな村を開くことを計画。1608年（慶長13年）、知多郡全域に高札[注 2][注 3]を掲げこの地域への移住を呼びかけて開かれた村が有松村である。開村当初は桶狭間村の一部扱いであったが、江戸時代初期に有松村として分立している。
- 有松村は農作地が少ないこともあり、新たな産業として興されたのが有松・鳴海絞りである。これにより有松村は発展し裕福になったという。有松は東海道の間の宿としても知られるが実際には鳴海宿に近いため、宿場町よりは有松・鳴海絞りを製造販売する商工業の町として賑わったという。
- 有松村は1784年（天明4年）に火災で全焼したため、2012年現在の古い町並みはこの火災以降の建物である。1984年（昭和59年）には名古屋市の「有松町並み保存地区」[注 4]に指定されている[1]ほか、1992年（平成4年）には町並みを構成する建物の一部が名古屋市の都市景観重要建築物等に指定されている[2]。1995年には町並み内にある服部家のクロガネモチも都市景観重要建築物等に指定された[2]。2016年5月20日には国の重要伝統的建造物群保存地区に選定された。なお、政令指定都市、大都市圏の重伝建選定地区では京都市（祇園新橋、産寧坂など）、神戸市（北野山本町）に例があるが、街道沿いの街並み（有松は染織町としての選定）の例としては初である[3]。

## 沿革
- 1340年（興国元年・暦応3年） - 桶狭間村が開拓される。
- 1608年（慶長13年） - 尾張藩が桶狭間村と鳴海村の間に新たな村（後の有松村）を開拓。高札により知多郡全域に移住を呼びかける。
- 1625年（寛永2年） - 有松村が桶狭間村から分立。
- 1784年（天明4年） - 村全域が火災により焼失する。
- 1876年（明治9年） - 追分村、追分新田、木之山村、八ツ屋新田、又右衛門新田、伊右衛門新田、桶狭間村、長草村が合併し、共和村となる。
- 1881年（明治14年） - 桶狭間村が共和村から分立する。
- 1889年（明治22年） - 町村制施行により、有松村が発足。
- 1892年（明治25年）9月13日 -
  - 桶狭間村が共和村に編入される。
  - 有松村が町制施行し、有松町となる。
- 1893年（明治26年）11月 - 共和村の一部（旧・桶狭間村）が有松町に編入される。
- 1964年（昭和39年）12月1日 - 名古屋市緑区に編入される。旧・有松町役場は緑区役所有松支所となる[注 5]。

以下、旧有松町の町域において旧有松町時代からの物件に関して生じた事項について記述する。
- 1984年（昭和59年）3月 - 旧東海道沿いの町並みが名古屋市の「有松町並み保存地区」に指定される。
- 1992年（平成4年）10月5日 - 町並みの建物の一部が名古屋市の都市景観重要建築物等に指定される。
- 2016年（平成28年）5月20日 - 旧東海道沿いの町並みが国の重要伝統的建造物群保存地区に選定される。
- 2019年（令和元年）5月20日 - 旧東海道沿いの町並み等が、文化庁より日本遺産に認定される。

## 交通
- 名古屋鉄道名古屋本線
  - 有松駅[注 6]

## 名所・旧跡

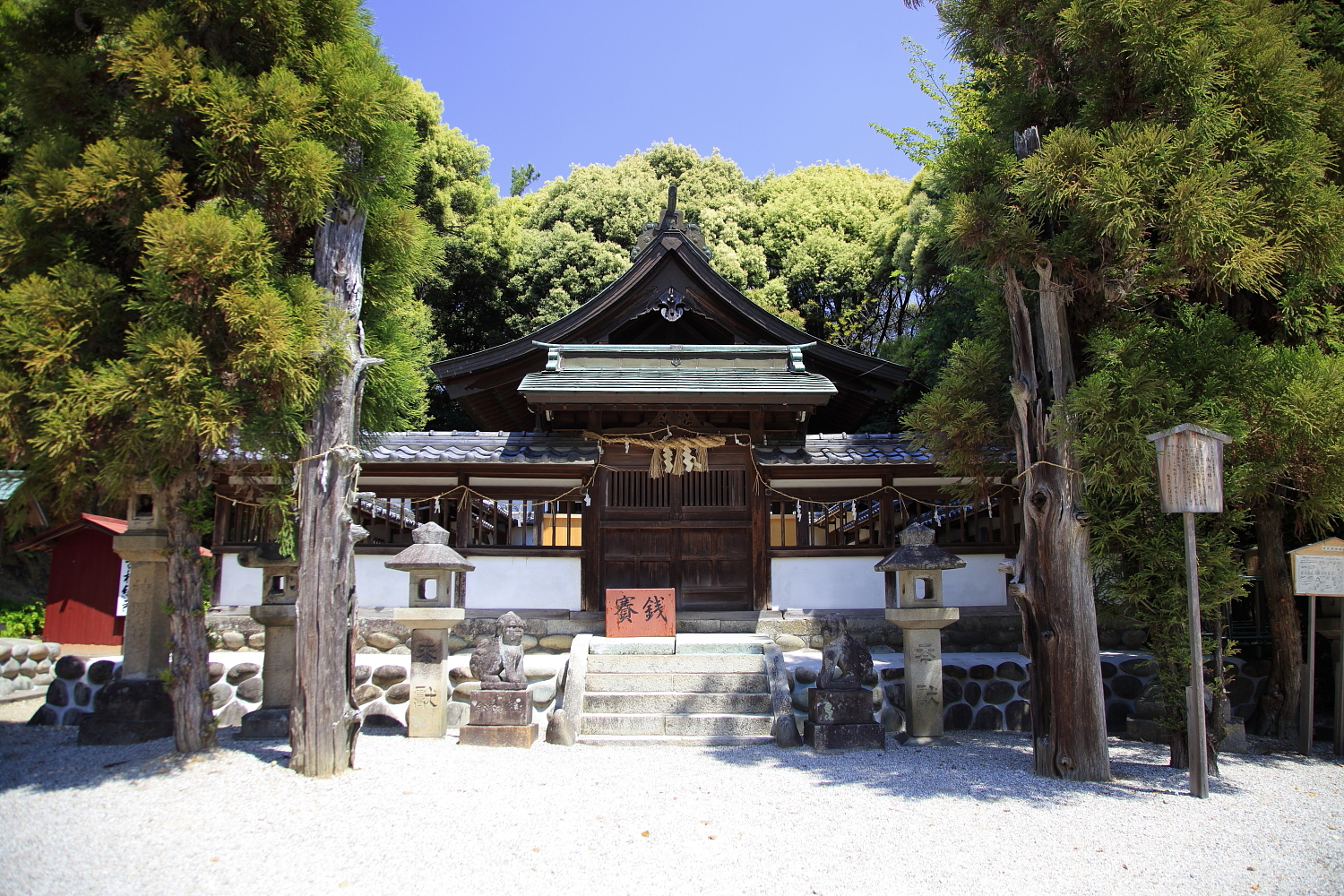
桶狭間神明社

- 有松天満社
- 桶狭間神明社
- 慈雲寺
- 祇園寺
- 桶狭間古戦場跡（桶狭間古戦場公園）

## 祭礼

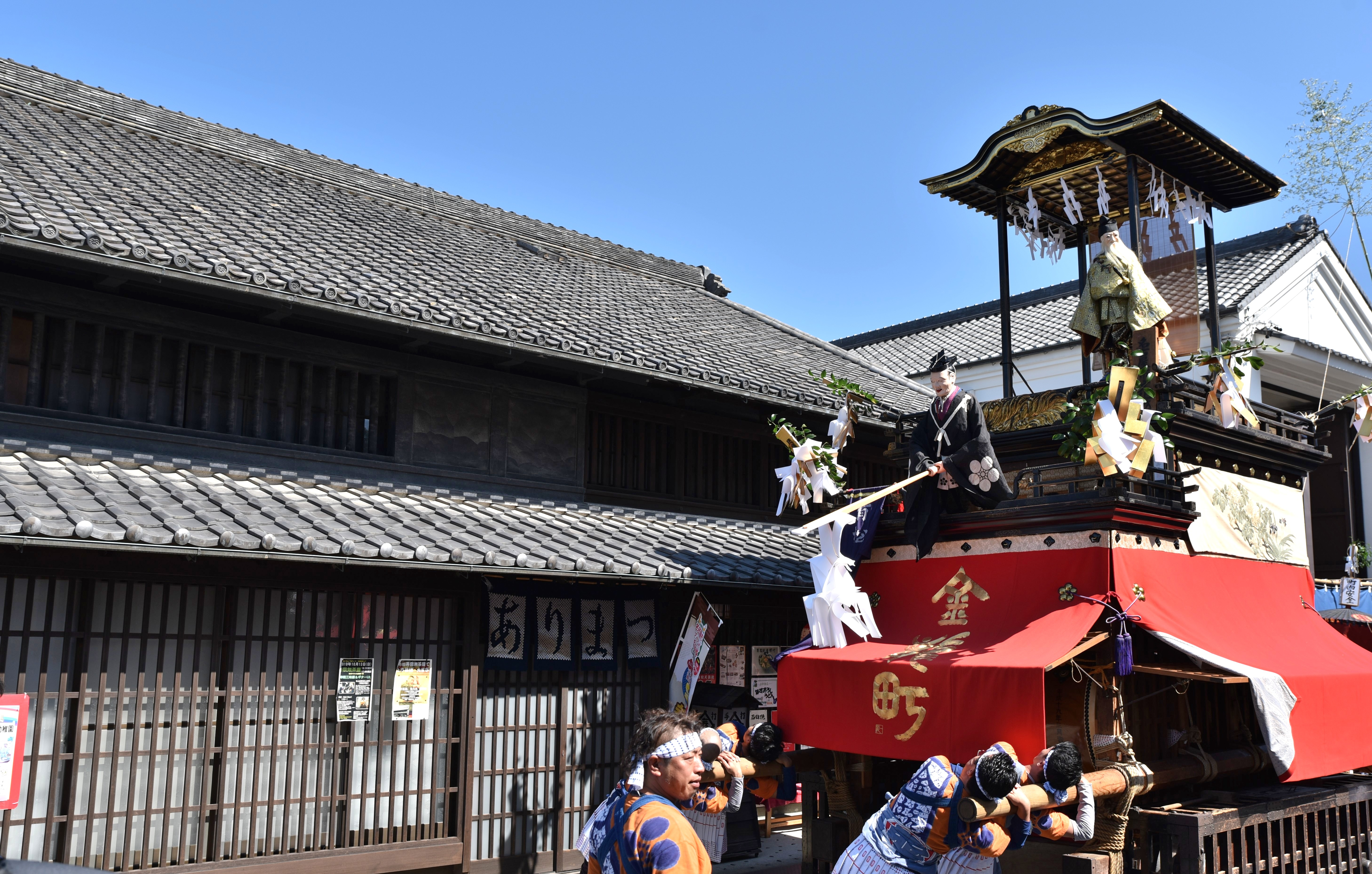
有松天満社秋季大祭

- 有松天満社秋季大祭